# Franziskanerprovinz Austria

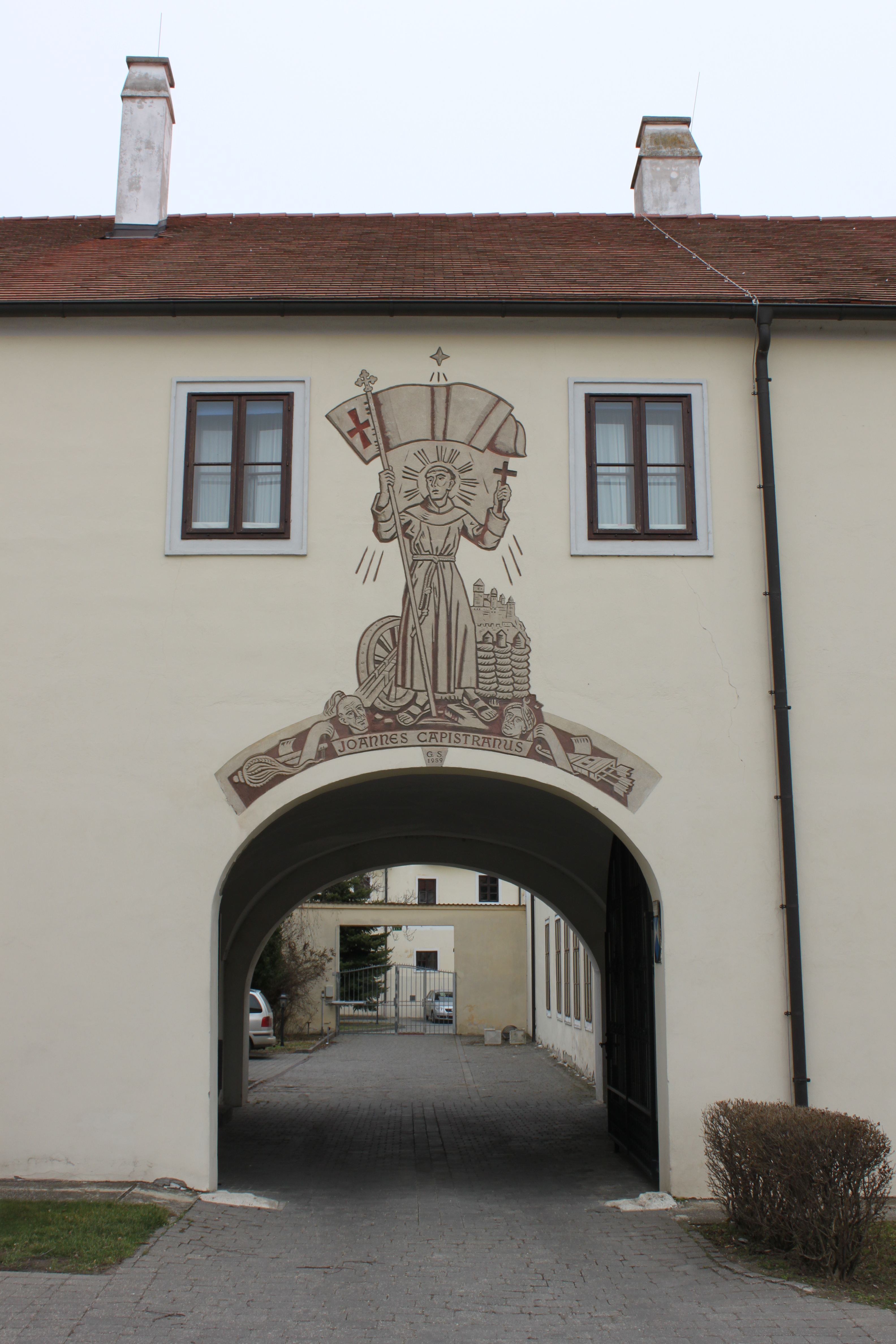
Sgraffito zum Wanderprediger Johannes Capistranus (1386–1456) am Franziskanerkloster Frauenkirchen

Die Franziskanerprovinz Austria zum Heiligen Leopold in Österreich und Südtirol ist eine Ordensprovinz der Franziskaner (OFM) in Österreich und Südtirol. Der Patron der Provinz ist der heilige Leopold von Österreich. Seit 2009 gehören auch die Franziskaner in der Schweiz zur Provinz in Form einer abhängigen Kustodie, der Kustodie Christkönig.

## Geschichte
Der 1209 in Italien gegründete Franziskanerorden breitete sich schnell aus. Noch zu Lebzeiten des heiligen Franziskus von Assisi erreichten die ersten Brüder das Gebiet des heutigen Österreich und gründeten Niederlassungen in Bozen, Salzburg, Judenburg, Wien (1224), Stein, Tulln, Wiener Neustadt, Laa an der Thaya, Hainburg, Linz, Wels und Graz. Ab 1235 erhielten die Klöster in diesem Gebiet eine eigene Verwaltung und bildeten eine eigenständige österreichische Ordensprovinz.
Seit den Anfängen des Ordens gab es Diskussionen über die Auslegung der Regel, was zur Entstehung einer observanten Reformbewegung führte. Bereits im 15. Jahrhundert trat Bernhardin von Siena auf und warb für eine strengere Auslegung der Regel, die als „Observanz“ bekannt wurde und eine strenge Auslegung der Ordensregeln, insbesondere des Armutsgelübdes, verfolgte. Das Konzil von Konstanz hatte 1414 in seiner Konstitution Supplicationibus den Brüdern der strengen Observanz (stricta observantia regularis) erlaubt, sich in allen Provinzen des Ordens niederzulassen; sie erhielten das Recht, eigene General- und Provinzvikare im Rang eines Kustos zu wählen, wodurch in den Provinzen eine zweite, eigenständige Verwaltungsebene entstand. 1452 erhielt Johannes Capistranus, einer der Promotoren der Observanzbewegung, die Erlaubnis zur Gründung des Österreichisch-Böhmischen Observantenvikariats (vicaria Austriae et Bohemiae), dem alle Klöster angehörten, die er für die Observanzbewegung gewinnen konnte.
Den Anfang machte 1451 St. Theobald ob der Laimgrube im Vorort Mariahilf bei Wien. Dieses erste Kloster wurde im Zuge der Reformation 1529 zerstört. 1458 wurde die Radegundiskirche in Katzelsdorf in Niederösterreich vom Stiftungsehepaar Johann Sigismund und Anna von Weißpriach dem Franziskanerkloster St. Theobald ob der Laimgrube übergeben, wodurch dort das zweite Kloster gegründet wurde. Ein weiteres Kloster bestand am Riederberg mit Sancta Maria in Paradyso, welches ebenfalls nur bis 1529 existierte.

### 21. Jahrhundert
Im Oktober 2007 wurden die Tiroler Franziskanerprovinz vom Seligen Engelbert Kolland mit dem Provinzialat im Franziskanerkloster Innsbruck mit der Österreichischen Franziskanerprovinz zum Heiligen Bernhardin von Siena mit dem Provinzialat im Franziskanerkloster Wien zur Franziskanerprovinz Austria vereint. Das gemeinsame Provinzialat befindet sich zurzeit im Franziskanerkloster Salzburg.
Im Laufe der frühen 2010er-Jahre wurden einige Klöster aufgelöst und teils in andere Seelsorgeeinrichtungen umgewandelt.

## Leitung/Provinzial
- 2007–2011 Rupert Schwarzl
- 2011–2021 Oliver Ruggenthaler[1]
- seit 2021 Fritz Wenigwieser[4]

## Niederlassungen

### Österreich und Südtirol
Die Niederlassungen der Franziskaner in Österreich und Südtirol sind (Stand 2022):
- Klöster:
  - Salzburg (Sbg)
  - Enns (OÖ)
  - Pupping (OÖ)
  - Maria Enzersdorf (NÖ)
  - St. Pölten (NÖ)
  - Wien (I.)
  - Güssing (Bgld)
  - Frauenkirchen (Bgld)
  - Graz (Stmk)
  - Maria Lankowitz (Stmk)
  - Villach (Ktn)
  - Hall (Tir)
  - Lienz (Tir)
  - Schwaz (Tir)
  - Telfs (Tir)
  - Bozen (Bz)
  - Brixen (Bz)
  - Kaltern (Bz)
- Schulen und Schülerheime in Hall (Tir) und Bozen (Bz)

- Ehemalige Klöster
  - Innichen (Bz, 2021 aufgegeben)
  - Eisenstadt (Bgld, 2018 aufgegeben)
  - Innsbruck (Tir, 2021 aufgelöst)
  - Franziskaner-Hospiz Bad Gleichenberg (Stmk, 2010 aufgelöst)
  - Begegnungsort Shalomkloster Maria Schmolln (OÖ, 2013 aufgelöst)
  - Reutte (Tir, 2014 aufgegeben).

### Kustodie Christkönig in der Schweiz
Zur Custodia Christi Regis in Helvetia OFM gehören das Franziskanerkloster Mariaburg in Näfels, der Franziskanerkonvent Sankt Otmar im Werd, das Kloster Maria Dreibrunnen in Bronschhofen und das Kloster in Zürich.

## Bekannte Mitglieder
- Engelbert Kolland
- Dominikus Kraschl
- Franz Lackner, Erzbischof von Salzburg (1999–2002 Provinzial der Österreichischen Franziskanerprovinz)
- Gottfried Wegleitner